# Kamra
Kamra (en ourdou :  کامرہ) ou cantonnement de Kamra est une ville pakistanaise située dans le district d'Attock, dans la province du Pendjab.
La ville est notamment connue pour abriter la base Minhas de la Pakistan Air Force. Dans le contexte de l'insurrection islamiste, elle a été l'objet de plusieurs attaques de la part des talibans pakistanais. Elle est en effet stratégique de par son emplacement à proximité de la province de Khyber Pakhtunkhwa, zone de conflit.
La population de la ville a été multipliée par plus de neuf entre 1981 et 2017 selon les recensements officiels, passant de 5 858 habitants à 54 822. Entre 1998 et 2017, la croissance annuelle moyenne s'affiche à 1,8 %, bien inférieure à la moyenne nationale de 2,4 %. Selon le recensement de 2023, la population de la ville monte à 67 425 habitants.
|            | 1981 (rec.) | 1998 (rec.) | 2017 (rec.) | 2023 (rec.) |
| ---------- | ----------- | ----------- | ----------- | ----------- |
| Population | 5 858       | 39 005      | 54 822      | 67 425      |